# Шпотов, Борис Михайлович
Бори́с Миха́йлович Шпотов (27 июня 1948 — 15 апреля 2015, Москва, Российская Федерация) — советский и российский историк-американист, специалист по истории экономики и бизнеса в США, истории советско-американских экономических отношений 1920—1930-х годов. Доктор исторических наук, профессор. Главный научный сотрудник Центра североамериканских исследований Института всеобщей истории РАН (ИВИ РАН).

## Биография
В 1971 году окончил исторический факультет МГУ им. М. В. Ломоносова.
В Институте всеобщей истории Академии наук СССР работал с 1971 года. В последние годы — ведущий научный сотрудник Центра североамериканских исследований Института всеобщей истории РАН.
В 1974 году в Институте всеобщей истории АН СССР защитил диссертацию на соискание учёной степени кандидата исторических наук по теме «Восстание под предводительством Даниэля Шейса в 1786—1787 гг. и народные движения на завершающем этапе американской революции XVIII в.» (специальность 07.00.03 — всеобщая история).
В 1990 году в Институте всеобщей истории АН СССР защитил диссертацию на соискание учёной степени доктора исторических наук по теме «Промышленный переворот в США (конец 1800-х — начало 1860-х гг.)». Официальные оппоненты — доктор исторических наук Ш. А. Богина, доктор исторических наук, профессор В. В. Согрин, доктор исторических наук, профессор Е. Ф. Язьков. Ведущая организация — Институт мировой экономики и международных отношений АН СССР.
В 2006 году присвоено учёное звание профессора.
Член научного совета РАН по проблемам российской и мировой экономической истории, членом Российской ассоциации историков-американистов.
Входил в состав редакционной коллегий ряда ведущих научных периодических изданий, таких как «Американский ежегодник» (ИВИ РАН), «Обозрение по экономической истории» (МГУ), продолжающегося издания «История мировой экономики» (Институт экономики РАН).
Был приглашённым профессором — читал специальный курс «Экономическая история США и советско-американских отношений» в УдГУ (г. Ижевск), а также «Историю бизнеса в США» в РГГУ (г. Москва).
В 2014 года за монографию «Американский бизнес и Советский Союз в 1920—1930-е гг.: лабиринты экономического сотрудничества» учёному была присуждена премия имени академика РАН И. Д. Ковальченко за 2011—2013 гг.

## Научные труды
- Фермерское движение в США, 1780—1790-е годы. М.: Наука, 1982. 215 с.
- Промышленный переворот в США: [в 2 ч.] М.: Институт всеобщей истории АН СССР, 1990. 342 с.
- Генри Форд: жизнь и бизнес. М.: КДУ, 2003. 383 с. 2-е изд. стереотипное, 2005.
- Американский бизнес и Советский Союз, 1920—1930-е годы: лабиринты экономического сотрудничества" М.: ЛИБРОКОМ, 2013. 320 с.
- Социальная политика компаний как прием управления работниками: некоторые примеры из истории США // Экономическая история. Ежегодник. 2001. М.: РОССПЭН, 2002. С. 79-113.
- Бизнесмены и бюрократы: американская техническая помощь в строительстве Нижегородского автозавода, 1929—1931 гг. // Экономическая история. Ежегодник. 2002. М.:РОССПЭН. 2003. С. 191—232.
- Участие американских промышленных компаний в советской индустриализации, 1928—1933 гг. // Экономическая история. Ежегодник. 2005. М.: РОССПЭН, 2005. С. 172—196.
- Российско-американские связи: схожие проблемы — различные взгляды / Под ред. Ю. П. Третьякова, Н. А. Александровой. СПб.: Академический проект, 2007. Р. 100—121 (in Russian), pp. 335—355 (in English).
- Формирование «американского» пути индустриального развития (конец XIX — начало XX века) // Новая и новейшая история. 2009. № 2. C. 20-35/
- Теория эволюции фирмы Альфреда Д. Чандлера и пути развития промышленности // Экономическая история. Ежегодник. 2009. М.:РОССПЭН. 2009. С. 20-50.
- Американский фактор в индустриальном развитии СССР, 1920—1930-е гг. Препринт научного доклада в Институте экономики РАН 10 марта 2009 г. М.: Ин-т экономики РАН, 2009. 39 с.
- Социальная история индустриализации СССР по материалам американской и советской печати // Мифы и реалии американской истории в периодике XVIII—XX вв. / Под ред. В. А. Коленеко. М.: ИВИ РАН, 2010. Т. 3. С. 133—196.
- Экономика и бизнес США в советских и постсоветских учебниках истории // Россия и США на страницах учебников: опыт взаимных репрезентаций / Под ред. В. И. Журавлевой и И. И. Куриллы. Волгоградский Гос. Университет, 2009. С. 207—229.
- «Капиталистов приглашали, чтобы с ними бороться»: из истории иностранных концессий в СССР"// Россия в контексте мирового развития: история и современность: к 90-летию академика РАН В. А. Виноградова. Сб. статей. М.: Собрание, 2011. С. 274—293.
- Модернизация экономики на предпринимательской и государственной основе: исторические аспекты и некоторые итоги // Менеджмент и бизнес-администрирование. 2012. № 1. С. 8-19.
- Некоторые проблемы ускорения и торможения в индустриализации СССР // Мобилизационная модель экономики: исторический опыт России XX века: сборник материалов II Всероссийской научной конференции / Под ред. Г. А. Гончарова, С. А. Баканова. Челябинск: Энциклопедия, 2012. С. 113—123.
- Americanisation in 20th century Europe: Economics, Culture, Politics. Vol. 1, 2 / Ed. by D. Barjot et al. Lille3 (France), 2002. P. 303—314.
- Ford in Russia, from 1909 to World War II, in: H. Bonin, Y. Lung, S. Tolliday (eds.). Ford, 1903—2003: The European History, 1903—2003. Paris, PLAGE, 2003, vol. 2, pp. 505—529.
- The case of US companies in Russia-USSR: Ford in 1920s-1930s, in: H. Bonin and F. de Goey (eds.). American Firms in Europe, 1880—1980. Strategy, Identity, Perception and Performance. Geneve, DROZ, 2009, pp. 435—455.
- «Americanization» of the Soviet Industry in late 1920s — 1930s: Myth or Reality? // Russian-American Links: Leaps Forward and Backward in Academic Cooperation. СПб.: Нестор-история, 2012 (российско-американский сборник статей на англ. яз.). Р. 83-98.